# Tê giác Borneo
Tê giác Borneo (Danh pháp khoa học: Dicerorhinus sumatrensis harrissoni) hay còn gọi là tê giác Sumatra miền Đông hoặc còn gọi là tê giác lông rậm miền Đông là một phân loài của tê giác Sumatra (Dicerorhinus sumatrensis). Phân loài này được đặt tên theo tên của một người Anh là Tom Harrisson, người đã làm việc với những nhà động vật học và nhân chủng học Borneo vào những năm 1960. Phân loài này đã từng phổ biến khắp đảo Borneo, hiện tại, chỉ có khoảng 15 cá thể được ước tính sống sót. Quần thể đã biết đến chủ yếu sống ở Đông Kalimantan và gần đây đã tuyệt chủng ở Sabah của Mã Lai còn các báo cáo về những cá thể sống sót ở Sarawak chưa được xác nhận.Tuy nhiên, 2 cá thể cuối cùng là Tam (30 tuổi) và Iman (26 tuổi) đã chết ở Malaysia. Giờ đây chúng chỉ còn sống ở phần còn lại của đảo Borneo. Sau cái chết của chúng, loài này được tuyên bố là tuyệt chủng ở Mã Lai.

## Đặc điểm

### Mô tả

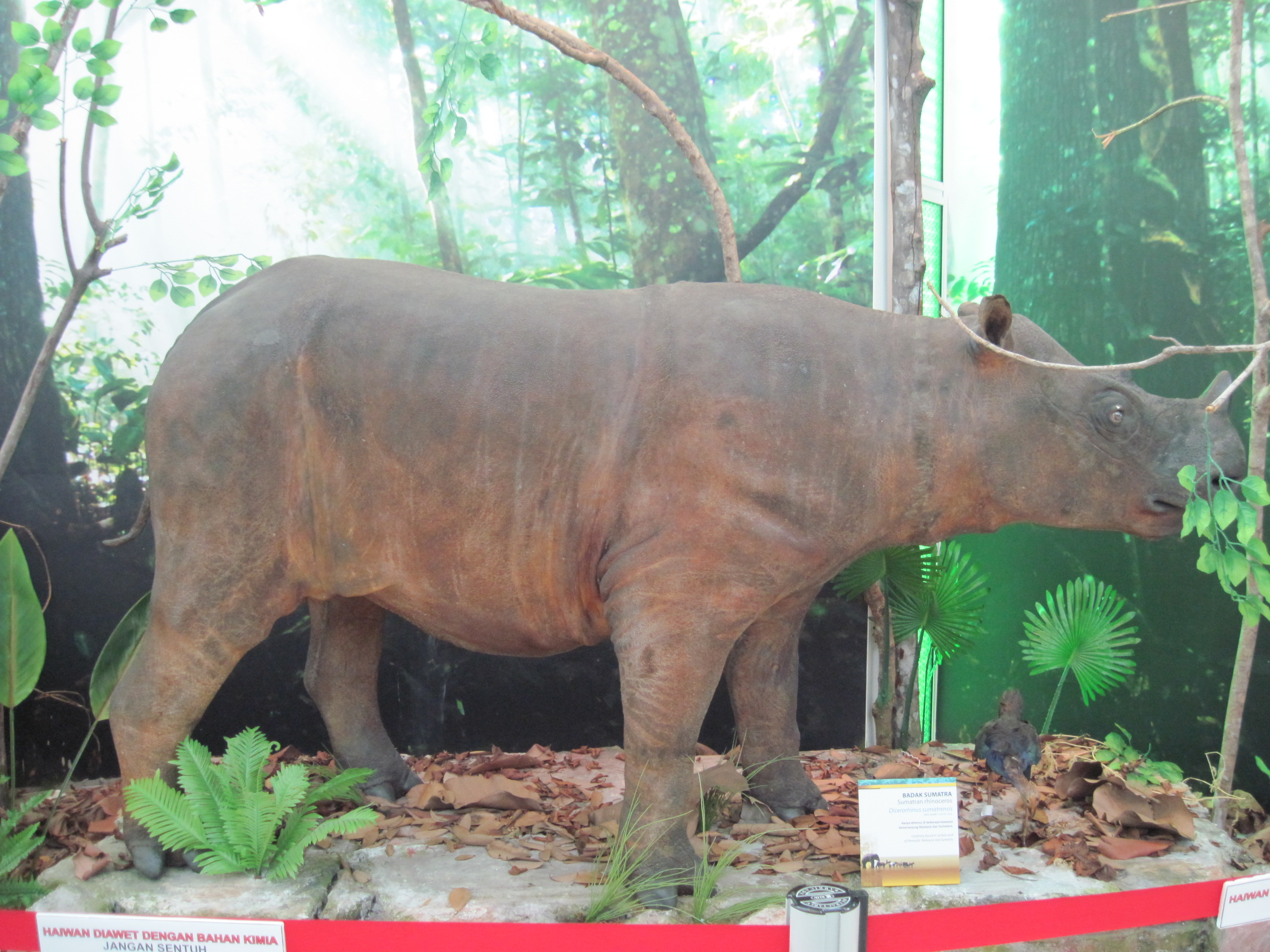
Phục dựng một con tê giác Borneo

Phân loài tê giác Borneo có kích thước cơ thể nhỏ hơn một cách rõ rệt và đáng kể so với hai phân loài kia làm cho nó trở thành chủ loại tê giác nhỏ nhất trong số những con tê giác còn tồn tại trên thế giới này. Tê giác Borneo là phân loài tê giác nhỏ nhất thế giới với chiều cao đến vai chỉ khoảng từ 1-1,5 mét và chiều dài thân từ 2-3m. Trọng lượng của một cá thể trưởng thành dao động từ 600–950 kg. Tê giác Borneo là loại tê giác nhỏ và có 2 sừng, có làn da sẫm màu và lông của tê giác con dày hơn nhưng nó trở nên thưa hơn và tối hơn khi trưởng thành. Kích thước cái đầu cũng tương đối nhỏ hơn, chúng có tua tai và nếp nhăn quanh mắt. Giống như những con tê giác đen ở châu Phi, nó có một cái môi trước thích nghi cho việc bứt lá để ăn. 

### Tập tính
Những con tê giác Borneo cũng giống như tê giác Sumatra, chúng sống trong rừng mưa nhiệt đới có tán che nắng nóng ẩm và tê giác Borneo có lối sống tách biệt với tê giác Sumatra, sự khác biệt với tê giác Sumatran miền Tây chủ yếu là về mặt di truyền. Giống như hầu hết các loài tê giác, chúng là một con vật đơn độc sống trong rừng rậm nhiệt đới và ở đầm lầy. Nó thường kiếm ăn vào lúc hoàng hôn và tắm trong bùn vào ban ngày. Chúng ăn khoảng 50 kg thực vật mỗi ngày và hấp thụ khoáng chất hiếm từ việc liếm muối. Phân loài tê giác Borneo cũng có thể bứt lá ăn như hầu hết các tê giác châu Á. Những con vật này còn là những kẻ bơi lội cừ khôi, có thể đi lại thạo trên những sườn dốc. Chúng đánh dấu lãnh thổ bằng các mảnh da rụng, lông tơ rụng và mùi hương. Tê giác Borneo chỉ đẻ một con sau mỗi lần mang thai kéo dài từ 15-17 tháng, khoảng 3-4 năm chúng mới mang thai một lần, loài này là loài sinh sản kém nhất trong loài tê giác Sumatra.

## Tình trạng

### Số cá thể
Các nhà Bảo vệ động vật Malaysia khẳng định số lượng tê giác Borneo đã giảm xuống chỉ còn dưới 40 cá thể tê giác sống hoang dã trong những cánh rừng nhiệt đới trên đảo Borneo. Liên minh Tê giác Borneo (BORA) cho rằng chỉ còn khoảng trên 55 con sống tại khu vực giữa đảo Kalimantan và Sumatra Hiện tại, Malaysia còn khoảng từ 150-300 cá thể tê giác Sumatra còn tồn tại trong tự nhiên ở đảo Sumatra, phía bắc đảo Borneo, ở khu vực Đông Kalimantan số lượng loài còn lại trong tự nhiên cũng không còn nhiều chỉ khoảng 200–275 cá thể.
Những thông tin khác cho biết hiện nay, phân loài này chỉ còn lại bảy con tại Indonesia và ba con tại Malaysia sống trong điều kiện nuôi nhốt trong đó có một con tê giác tên Tam được nuôi nhốt tại bang Sabah, Malaysia. Các quan chức Malaysia đã xác nhận quốc gia này không còn tê giác ngoài tự nhiên. Hiện còn chưa đầy 30 cá thể tê giác hai sừng sống hoang dã trên đảo Borneo. Liên minh Tê giác Borneo cho biết 3 cá thể còn lại hiện đang được chăm sóc theo dạng nuôi nhốt tại bang Sahah thông qua chương trình có tên là In-Vitro Fertilisation (IVF) Với 3 cá thể đã qua đời còn lại gồm 1 đực và hai cái, số phận loài tê giác hai sừng tại Malaysia đã kết thúc trong đau buồn.

### Tại Mã Lai
Malaysia trước đây cũng là nơi sinh sống của nhiều con tê giác hai sừng. Mối đe dọa lớn nhất đối với loài tê giác hai sừng tại Malaysia là nạn săn bắn trộm. Chính nạn săn bắn trộm đã khiến cho số lượng loài tê giác này giảm mạnh xuống chỉ còn 3 cá thể. Hiện nay, trên đất Malaysia tê giác hai sừng đã tuyệt chủng. Kết luận tê giác hai sừng đã tuyệt chủng trong tự nhiên ở Malaysia được nhóm nghiên cứu thuộc Trung tâm Sinh thái học vĩ mô, Tiến hóa và Khí hậu (Center for Macroecology, Evolution and Climate) thuộc trường Đại học Copenhagen công bố trên Tạp chí bảo tồn Oryx. Các nhà khoa học đã không tìm thấy bất kỳ dấu hiệu nào cho thấy sự tồn tại của loài tê giác hai sừng trong tự nhiên ở Malaysia từ năm 2007, ngoài hai cá thể tê giác cái được đưa về trong các chương trình nuôi nhốt để nhân giống vào năm 2011 và 2014. Tê giác tuyệt chủng ở Malaysia là tín hiệu ảm đạm cho công tác bảo tồn loài động vật quý hiếm này. Các quan chức Malaysia đã xác nhận quốc gia này không còn tê giác ngoài tự nhiên
Trong một thông cáo của Liên minh các tổ chức như Tê giác Borneo, Tổ chức Địa phương vì Quyền lợi Con người và Động vật (LEAP), Tổ chức Tư vấn Quản lý Tài nguyên (RSC), Hội Thiên nhiên Cộng đồng Malaysia (MNS), Mạng lưới Giám sát Buôn bán Động Thực vật Hoang dã (TRAFFIC) Đông Nam Á và Quỹ Quốc tế Bảo vệ Thiên nhiên (WWF)–Malaysia đã ra lời kêu gọi Malaysia cần nhanh chóng hành động nhằm ngăn quần thể tê giác còn sót lại trên đảo Borneo rơi vào bờ vực tuyệt chủng sau khi WWF công bố tin về sự biến mất của loài tê giác Việt Nam. Thông cáo này khuyến cáo chính phủ Malaysia nỗ lực thúc đẩy khả năng sinh tồn của tê giác như một ưu tiên bảo tồn nếu không muốn lặp lại bi kịch của tê giác ở Việt Nam, liên minh của các tổ chức môi trường kêu gọi tài trợ 1,2 triệu USD cho việc thực thi kế hoạch cứu loài tê giác tại 4 khu vực ưu tiên ở Sabah (Malaysia) và đảo Sumatra (Indonesia).
Thông cáo cho rằng không thể cứu những cá thể tê giác cuối cùng của Malaysia nếu cứ để chúng sinh tồn tự nhiên trong những vùng rừng còn lại mà cần có sự can thiệp trực tiếp bằng cách đưa những cá thể tê giác hoang dã từ các mảnh rừng nhỏ, đang bị cô lập hoặc đe dọa vào các chương trình gây giống theo kiểu nửa nuôi nhốt, đồng thời củng cố hoạt động bảo vệ và giám sát tại các khu vực có tê giác. Sự thu hẹp dần số lượng quần thể tê giác dẫn tới tỷ lệ gặp bạn đời thấp và tỷ lệ giới tính chênh lệch vẫn đang là mối đe dọa lớn nhất đối với các chương trình gây giống cho tê giác Malaysia. Những con tê giác đực được bảo vệ dưới hình thức nửa nuôi nhốt trên đảo Borneo, giới bảo tồn đang kỳ vọng sẽ kết đôi cho nó với một con tê giác cái. Nhưng sự kỳ vọng tan vỡ khi Tam chết do bị gan nhiễm mỡ. Cả 2 cá thể còn lại là Puntung và Iman cũng chết, dù đã mang thai nhưng do bị co thắt ở tử cung khiến cho cả Putung không có khả năng sinh sản. Còn Iman thì chết do già.

### Phát hiện
Suốt 2 thập kỷ qua đã không nhìn thấy sự xuất hiện của tê giác tại bang Kalimantan, Borneo (Indonesia), gần đây Quỹ Quốc tế Bảo vệ Thiên nhiên (WWF)–Indonesia đã phát hiện thấy dấu vết của phân loài này, mở ra hy vọng phục hồi quần thể tê giác quý hiếm trên đảo Borneo. Những vết chân, vết đầm mình dưới bùn cộng với dấu vết trên cây và dấu vết để lại sau những bữa ăn đã chứng minh sự tồn tại của ít nhất một cá thể tê giác ở khu vực Đông Kalimantan. Việc nhân giống loài tê giác này khó có thể thực hiện bởi chúng sống khá rải rác, không tập trung, số lượng loài còn lại trong tự nhiên cũng không còn nhiều do đó không kỳ vọng tê giác tái xuất hiện tại Kalimantan sẽ là một nhóm lớn mà chỉ khoảng một cá thể hoặc chi là một nhóm nhỏ.
Các nhà bảo tồn vừa công bố chụp được bức ảnh hiếm một con tê giác đang mang thai trong một khu rừng ở bang Sabah, Malaysia nhờ đặt bẫy ảnh tự động, mở ra hy vọng bảo tồn loài tê giác đặc hữu của đảo Borneo này và tạo động lực cho các nhà bảo vệ môi trường sau thất bại bước đầu của chương trình nhân giống loài tê giác trong tình trạng nuôi nhốt. Quỹ Quốc tế Bảo vệ thiên nhiên ở Malaysia (WWF-Malaysia) cho biết con tê giác này đang mang thai tại khu bảo tồn rừng ở bang Sabah vì con tê giác cái khoảng 20 tuổi này có kích thước khá bất thường, căn cứ vào hình dạng và kích thước của cơ thể và bụng nó dự đoán nó đang mang thai. Có 50 bẫy ảnh tự động khác đã được thiết lập trong khu vực trên để thu thập thêm chứng cứ về nó và bảo vệ nơi sinh sống của tê giác đang bị đe dọa từ nạn khai thác gỗ và việc mở rộng các đồn điền trồng dầu cọ.

## Bảo tồn

### Biện pháp
Malaysia đang tiến hành các biện pháp tuyên truyền trên các phương tiện thông tin đại chúng, nhằm nâng cao nhận thức của người dân về nguy cơ tuyệt chủng của loài tê giác Sumatra tại nước này Liên minh Tê giác Borneo cho biết 3 cá thể còn lại hiện đang được chăm sóc theo dạng nuôi nhốt tại bang Sahah thông qua chương trình có tên là In-Vitro Fertilisation (IVF) và đây là cách duy nhất để cứu loài này. Một khu vực quản lý riêng được bảo vệ nghiêm ngặt được tao ra giúp loài tê giác có thể an toàn trước hành động săn bắt giết hại trái phép của kẻ buôn lậu động vật. Công tác bảo tồn được chuyển sang bảo vệ các cá thể tê giác còn lại trong tự nhiên và hy vọng có thể nhân giống tê giác hai sừng ở Sabbah bằng phương pháp thụ tinh trong ống nghiệm.
Để cải thiện tình hình loài tê giác theo thời gian là tạo ra các vùng quản lý là Khu vực bảo vệ nghiêm ngặt (Intensive Protection Zone) mà tê giác có thể di chuyển trong đó. Việc tạo ra các vùng quản lý là quan trọng cho sự sống còn của loài tê giác hai sừng. Tất cả tê giác còn sót lại, bao gồm cả các cá thể đang được nuôi nhốt sẽ được đưa vào quản lý trong một chương trình duy nhất, xuyên biên giới nhằm tối đa hóa tỷ lệ sinh sản tổng thể, các cá thể tê giác hai sừng sẽ được xem như một quần thể sinh vật chia tách nhau bởi không gian và các thành viên có thể tương tác ở một mức độ nào đó và nghiên cứu môi trường sống hiện tại, các biện pháp quản lý sinh cảnh và các phương pháp gây nuôi sinh sản, huy động các nguồn lực quốc gia và hỗ trợ của chính quyền địa phương, các bên liên quan trong công tác bảo tồn tê giác. 

### Nhân giống
Số lượng phân loài này bị chia thành những quần thể nhỏ lẻ đơn độc. Những quần thể này không thể sinh sản, hay sinh sản một cách khỏe mạnh. Tỷ lệ sinh sản thấp thậm chí còn nguy hiểm hơn cả nạn săn trộm hay mất sinh cảnh, việc đầu tư cho các biện pháp chống săn trộm là chưa đủ mà cần đầu tư thêm cho các công nghệ hỗ trợ nhân giống, khi hầu hết những con tê giác còn sống đều có vấn đề sinh sản. Tại mỗi nước Indonesia và Malaysia, chỉ còn duy nhất một con cái đang nuôi nhốt có thể sinh đẻ tự nhiên. Một số nhóm bảo tồn khác lại thiên về nỗ lực đảm bảo môi trường kết đôi tự nhiên, hoặc hỗ trợ sinh sản tự nhiên trong môi trường bán tự nhiên.
Trên thực tế, để cứu loài tê giác hai sừng này, chính phủ Indonesia và chính phủ Malaysia đã từng hợp tác trong hoạt động phối giống phân loài tê giác Borneo với loài tê giác Sumatra miền Tây để hai phân loài này sống với nhau nhưng loài tê giác Borneo có lối sống tách biệt với phân loài Sumatra nên điều này đã diễn ra không thành công. Năm 2009, Indonesis và Malaysia từng hợp tác nghiên cứu để phối giống hai phân loài tê giác Borneo và Sumatra bằng cách để hai loài này sống với nhau nhưng sáng kiến này đã gặp phải nhiều trở ngại khi các cá thể tê giác Borneo sống khá tách biệt các đối tác tê giác Sumatra của chúng.

### Chương trình
Cơ quan động vật hoang dã Malaysia đã tìm và bắt được một con tê giác Borneo cái một phân loài của tê giác Sumatra tại đảo Boreno, Liên minh tê giác Borneo và Cục động vật hoang dã bang Sabah bắt được con tê giác cái, con tê giác cái bị bắt giữ được Cục Động vật hoang dã Bang Sabah đặt tên gọi là Puntung đang được nuôi giữ tại Khu bảo tồn động vật hoang dã Tabin ở Sabah, Malaysia. Nguồn tin không tiết lộ chính xác Puntung bao nhiêu năm tuổi sau đó Puntung được xác định ở độ tuổi từ 10-12 tuổi. Tê giác Puntung được Cơ quan Bảo vệ động vật hoang dã Sabah theo dõi trong nhiều năm qua, suốt quá trình theo dõi tê giác Puntung, không thấy bất cứ một con tê giác nào khác đến gần Puntung nên khẳng định có rất ít cơ hội để thấy loài tê giác này sinh sản trong tự nhiên.
Cục động vật hoang dã bang Sabah cho biết Puntung đã trở thành mục tiêu tìm kiếm từ năm 2010 sau khi một con tê giác đực tên là Tam khoảng 20 tuổi đã được giải cứu từ một khu rừng cọ để duy trì nòi giống. Puntung được để cho giao phối với một con tê giác đực trong chương trình nhân giống nhằm cứu loài động vật này khỏi nguy cơ tuyệt chủng, nó được cho kết đôi với con tê giác đực trung tuổi có tên gọi là Tam. Dự án nhân giống tê giác hai sừng cho biết đây là cơ hội cuối cùng để cứu loài động vật quý hiếm này khỏi nguy cơ tuyệt chủng hoàn toàn tại Borneo, một trong các hình thức cổ xưa nhất của loài động vật có vú và sự kiện này như là món quà cho trận chiến khó khăn trong việc bảo đảm sự sống còn của loài động vật độc đáo này.
Con tê giác Tam đã được cứu sống ở bang Sabah vào tháng 8 năm 2008 khi đang lang thang trong một đồn điền dầu cọ với đôi chân tập tễnh có thể do trúng bẫy của thợ săn. Các nhà khoa học và quan chức Bảo vệ động vật hoang dã Malaysia đã mất hơn 3 năm mới tìm được tê giác Puntung người bạn đời thích hợp cho chú tê giác Tam. Cá thể tê giác đầu tiên được phát hiện trước Tam đã không thể làm bố do quá lớn tuổi còn tê giác Tam đã sống được hơn 20 năm. Liên minh tê giác Borneo cho biết vào những năm 1980 và 1990, mọi nỗ lực duy trì nòi giống của tê giác hai sừng đều thất bại, nhưng nay lạc quan sau khi bắt được tê giác Puntung. Chương trình nhân giống được tiến hành trong khu bảo tồn rừng Sabah.